# Jean-Marie Rouart
Jean-Marie Rouart, född 8 april 1943 i Neuilly-sur-Seine, är en fransk romanförfattare, fackboksförfattare och journalist. Han började som journalist 1967 på Le Magazine littéraire och har bland annat arbetat för Le Figaro och Le Quotidien de Paris. Åren 1986 till 2003 var han redaktör för Le Figaro littéraire. Han romandebuterade 1974. För sina böcker har han bland annat tilldelats Interalliépriset 1977, Prix Renaudot 1983, Prix de l'Essai 1985 och Prix littéraire Prince Pierre 1991. Han valdes in i Franska akademien 1997 och efterträdde Georges Duby på stol 26.